# ماكس سميث
ماكس سميث (بالإنجليزية: Max Smith)‏ هو سياسي أسترالي، ولد في 22 فبراير 1930. انتخب عضو الجمعية التشريعية نيو ساوث ويلز.